# Lingua dei segni brasiliana
La lingua dei segni brasiliana o Libras (in portoghese Língua brasileira de sinais o Língua gestual de Brasil) è una delle lingue dei segni utilizzate in Brasile. Deriva da forme di comunicazione usate dai sordi locali e dalla lingua dei segni francese, fatta conoscere attraverso il professore sordo Eduard Huet, che nel 1856 giunse in Brasile portando con sé l'alfabeto manuale francese e alcuni segni.
Il portoghese ha influenzato direttamente la costruzione lessicale della lingua dei segni brasiliana: le due sono lingue in contatto, cioè lingue che interagiscono l'una con l'altra perché usate in uno stesso luogo.

## Caratteristiche della Libras
La lingua dei segni brasiliana è una lingua visivo-gestuale perché utilizza come mezzo di comunicazione le espressioni facciali e i movimenti gestuali percepiti dalla vista. Differisce dalla lingua dei segni portoghese, e non è l'unica lingua dei segni esistente in Brasile: come nel caso di altre lingue, sono presenti differenze regionali. Ad esempio, in Brasile, oltre alla Libras esiste anche la lingua dei segni utilizzata dagli indigeni Urubu-Kaapor che vivono in Amazzonia.
Il riconoscimento linguistico delle lingue dei segni è dovuto al linguista William Stokoe, che attraverso i suoi studi sulla ASL, la lingua dei segni americana, ha scoperto che nelle lingue dei segni esistono segmenti minimi, detti cherema, che presi singolarmente sono privi di significato ma se uniti tra loro, formano il segno, un'unità dotata di senso compiuto. Essendo una lingua naturale, la Libras possiede una struttura grammaticale propria e specifica, ed è composta da diversi livelli linguistici: fonologia, morfologia, sintassi, semantica.
È una lingua viva poiché vengono creati nuovi segni proprio come vengono create nuove parole. I segni della Libras sono formati dalla combinazione di cinque parametri:
- la configurazione della mano, cioè la forma che essa assume durante l'esecuzione del segno; inizialmente la Libras contava 46 configurazioni della mano, oggi ne conta 61;[16]
- il luogo di realizzazione del segno, ovvero in che punto del corpo del segnante o dello spazio avviene il segno;
- il movimento della mano durante la produzione del segno;
- l'orientamento, poiché i segni possono avere una direzione;
- componenti non manuali, che sono tutto ciò che completa il segno: espressioni facciali e corporali (come l'inarcamento delle sopracciglia).

La Libras conta 27 lettere, compresa la "ç", nel suo alfabeto manuale. Questo alfabeto viene utilizzato unicamente per nomi propri di persona o luoghi, sigle e per parole portoghesi che ancora non hanno un segno.

### Morfologia e sintassi
Per distinguere il genere dei segni che indicano persone o animali la Libras stabilisce che si aggiunga al segno in questione quello di "homem" (uomo) o "mulher" (donna). Per indicare "pai" (padre) e "mãe" (madre) però, non è necessario perché questi hanno un segno proprio. Il plurale si ottiene dalla ripetizione dei segni o indicando la quantità.
Gli aggettivi non hanno né genere né numero ma sono caratterizzati dalla presenza di espressioni facciali che ne rendono il grado; solitamente la loro posizione nella frase è dopo il sostantivo a cui si riferiscono.
Non esistono preposizioni, congiunzioni e articoli perché sono incorporati nei segni stessi.
Nella Libras i pronomi dimostrativi e gli avverbi di luogo hanno lo stesso segno e la loro differenza è data dal contesto; i pronomi possessivi non hanno differenza in genere e numero e i pronomi interrogativi sono caratterizzati dalle espressioni facciali simultanee al segno.

#### Tempi verbali e verbi
I tempi verbali sono contrassegnati da elementi lessicali o da segni avverbiali, quindi il presente, il passato e il futuro sono dati dall'aggiunta di segni come "ontem" (ieri), "amanhã" (domani), "semana-que-vem" (la prossima settimana). I segni che danno informazioni temporali spesso sono accompagnati da un movimento nel piano del corpo per il presente, un movimento all'indietro per esprimere il passato e un movimento in avanti per il futuro.
I verbi si distinguono in verbi direzionali e verbi non direzionali. I primi hanno un contrassegno di concordanza e la direzione del loro movimento specifica il soggetto nel punto iniziale del segno e l'oggetto nel punto finale; un esempio sono i verbi "perguntar" (domandare) o "ajudar" (aiutare). I secondi non hanno contrassegno di concordanza ed è come se fossero all'infinito. Questi ultimi, possono essere realizzati nel corpo (o molto vicino ad esso), come "conhecer" (conoscere) e "pensar" (pensare), oppure possono incorporare l'oggetto modificando alcuni parametri, come con i verbi "tomar-beber" (prendere-bere).

#### Tipi di frase
Le frasi in Libras solitamente hanno ordine SVO (es: João amar ela Maria [João ama Maria]). I vari tipi di frase sono distinti per mezzo delle espressioni facciali e corporali: la frase affermativa è data da un'espressione facciale neutra; quella interrogativa è data invece da sopracciglia corrugate e da un'inclinazione leggera della testa verso l'alto; quella esclamativa da sopracciglia alzate e da un movimento verso l'alto e verso il basso della testa; quella negativa attraverso tre processi: dall'aggiunta del segno "não" (no) alla frase affermativa, dal movimento negativo della testa simultaneo all'azione che deve essere negata oppure incorporando un movimento contrario a quello del segno negato.

## Lingua ufficiale
La lingua dei segni brasiliana è diventata lingua ufficiale della Repubblica Federale Brasiliana con la legge 10436 del 2002, approvata dall'allora presidente della Repubblica Fernando Henrique Cardoso. Grazie a questa legge la lingua dei segni brasiliana non viene più considerata solamente come un insieme di gesti o mimica, ma come un mezzo di comunicazione ed espressione vero e proprio. La Libras permette a una minoranza linguistica costituita dalla comunità dei sordi di esprimersi e di comunicare nella società attraverso un mezzo riconosciuto a livello statale. L'impatto che questa legge ha avuto sulla vita sociale e politica della nazione è stato notevole: essa prevede l'insegnamento della Libras nelle scuole e nelle università (anche se non può sostituire la modalità scritta della lingua portoghese), la formazione di interpreti e istruttori nonché la loro presenza nei luoghi pubblici, nelle istituzioni e nelle imprese.
Nel 2005 il presidente Luiz Inácio Lula da Silva ha regolamentato la legge 10436 con il Decreto 5626 che garantisce il diritto all'educazione e alla salute delle persone sorde o audiolese e stabilisce la formazione di docenti di Libras .

## Storia

### Istituti, associazioni e federazioni di sordi in Brasile
Eduard Huet, un professore sordo francese, invitato da D.Pedro II in Brasile nel 1856, portò in questo paese l'alfabeto manuale francese e alcuni segni. L'anno successivo, il 26 settembre 1857, Huet fondò la prima scuola di sordi del paese chiamata Collégio Nacional para Surdos-Mudos (Collegio Nazionale per Sordo-Muti) che esiste e funziona tuttora con il nome INES, Instituto Nacional de Educação de Surdos (Istituto Nazionale per l'Educazione dei Sordi).
Essendo l’unica istituzione per l’educazione dei sordi, per molto tempo l’INES ricevette alunni provenienti da tutto il Brasile e dall’estero. La nascita dell'INES favorì la creazione della Libras, un misto tra lingua dei segni francese e gesti già utilizzati dai sordi brasiliani. Grazie agli studenti dell’istituto, essa fu diffusa in tutto lo stato.
A seguito del Congresso di Milano sulla sordità svoltosi nel 1880, che proibì l'uso delle lingue dei segni nelle scuole del mondo, l'INES adottò il metodo oralista (metodo d'insegnamento che sostiene che solo attraverso la lingua orale si possa educare un sordo) e nel 1957 abolì ufficialmente al suo interno la Libras. Gli studenti non smisero però di usarla. Solo nel 1970, quando giunse in Brasile la filosofia della Comunicazione Totale che permetteva agli studenti di scegliere qualsiasi metodo per esprimersi, ebbe inizio il bilinguismo (Libras-portoghese).
Nel 1929 fu fondata un'altra scuola importante nella storia dei sordi in Brasile: l'Istituto Santa Teresinha di San Paolo che segue la filosofia bilingue e ha come obiettivo lo sviluppo cognitivo-linguistico dei suoi studenti.
In quegli anni nacquero le prime associazioni di sordi: nel 1930, l’Associazione Brasiliana di Sordo-Muti, composta da ex-studenti dell’Ines, oggi non attiva; nel 1954, l’Associazione dei Sordo-Muti di San Paolo; nel 1956, l’Associazione di Sordi di Belo Horizonte, Minas Gerais.
Nel 1977 fu creata la FENEIDA, Federação Nacional de Educação e Integração do Deficiente Auditivo (Federazione Nazionale per l'Educazione e Integrazione degli Audiolesi), composta solo da udenti impegnati in questa causa; nel 1987 la FENEIDA cambiò nome in FENEIS, Federação Nacional de Educação e Integração de Surdos (Federazione Nazionale di Educazione e Integrazione dei Sordi) con sede a Rio de Janeiro. Quest'ultima oltre che il riconoscimento della funzione dell’Istruttore Sordo e dell’Interprete di Libras, ha sostenuto l’ufficializzazione della Lingua dei segni brasiliana e la difesa dei diritti dei sordi brasiliani. Altri suoi obiettivi sono: la promozione dell'educazione e della cultura sorda, il miglioramento delle risorse educative e l'inclusione dei sordi nella società, l'organizzazione di eventi a sostegno della sordità.
Nel 1984 venne fondata la CBDS, Confederação Brasileira de Desportos de Surdos (Confederazione Brasiliana di Sport dei Sordi) a San Paolo, il cui scopo era l'inclusione dei sordi nella società attraverso lo sport; nel 2002 questa associazione ha organizzato la prima Olimpiade per sordi in Brasile.

### Primi progressi
Il 25 settembre del 1994 il gruppo Surdos Venceremos guidato da Nelson Pimenta de Castro, attivista e attore sordo, ha organizzato una marcia composta da più di duemila persone lungo la spiaggia di Copacabana, che per mezzo di video, slogan e manifesti sosteneva i diritti dei sordi e la valorizzazione della lingua dei segni.
Nel 1996 si è diffuso in Brasile SignWriting, un sistema per leggere e scrivere segni tramite il computer.
Nel 1997 la stazione trasmittente Rede Globo per la prima volta ha fornito i sottotitoli per non udenti (closed caption) delle trasmissioni alla televisione brasiliana. I closed captions sono differenti dai sottotitoli standard perché si possono trovare in qualsiasi punto dello schermo affinché si capisca quale personaggio sta parlando e oltre ai dialoghi, danno anche informazioni sui suoni di fondo.
Nel 1999 ha avuto luogo il V Congresso Latino-Americano di Educazione Bilingue per sordi a Porto Alegre. Nei giorni antecedenti al Congresso, la comunità sorda ha promosso un incontro di educatori e leader sordi per creare uno spazio di discussione dedicato alle tematiche di interesse del popolo sordo.
Il 21 aprile 2001 è stata realizzata la prima Conferenza dei Diritti e Cittadinanza dei Sordi dello Stato di San Paolo (CONDISUR), che ha presentato proposte per la conquista di diritti da parte dei sordi.
Con la Legge 10436 del 2002 la Libras è stata riconosciuta lingua ufficiale del Brasile.
Il 26 settembre del 2008 è stato istituito il Giorno Nazionale dei Sordi.
Nel 2015 è stata pubblicata la Legge Brasiliana di Inclusione, che riguarda l’accessibilità ad aree come l’educazione, la salute, la cultura e il lavoro.

## Giorno Nazionale dei Sordi
Il 26 settembre, data di fondazione dell’INES, è stato dichiarato Giorno Nazionale dei Sordi; il colore che lo rappresenta è l'azzurro, che rimanda al colore della fascia che tutte le persone portatrici di handicap erano costrette ad indossare durante la Seconda Guerra Mondiale. Nel “Settembre Azzurro” la comunità sorda si riunisce in eventi e congressi per promuovere l’educazione dei sordi e la creazione di scuole bilingui che insegnino la Libras.

## Legge Brasiliana di Inclusione
Per molto tempo l'accesso scolastico è stato precluso agli alunni con necessità speciali, costretti a rimanere a casa senza la possibilità di ricevere alcun tipo di educazione al di fuori di quella domestica. Il nascere delle prime scuole specializzate per ricevere studenti con necessità speciali ha permesso lo sviluppo dell'educazione sorda poiché finalmente erano sorti luoghi adatti e accessibili a tutti gli studenti, e non più solo ad un gruppo ristretto di persone, indipendentemente dalle loro capacità fisiche e mentali.
Nel 2015 è stata approvata e pubblicata la Legge Brasiliana di Inclusione, che prevede l'accesso pubblico all'educazione e alle istituzioni culturali come musei e cinema. L’accessibilità digitale è un altro obbligo delle organizzazioni e del governo: i siti devono essere disposti di opzioni quali l’audio descrizione e la traduzione in Libras, ma recenti studi stimano che il 98% dei siti del governo, per quanto concerne questi servizi, non è da ritenersi accessibile.